# José Becerra
José Becerra (* 15. April 1936 in Guadalajara, Mexiko; † 6. August 2016 ebenda) war ein mexikanischer Boxer im Bantamgewicht.

## Profikarriere
Im Jahre 1953 begann er erfolgreich seine Karriere. Am 8. Juli 1959 boxte er gegen Alphonse Halimi um die NBA-Weltmeisterschaft und siegte durch klassischen K. o. in Runde 8. Diesen Gürtel hielt er bis Ende August 1960.
Im Jahre 1962 beendete er seine Karriere.